# Kanam
Kanam est un village du Kerala en Inde.

## Démographie
Selon le recensement de 2001 en Inde, Kanam comptait une population de 3400 habitants.
Au sein du village, la population parle le malayalam, l'anglais et le hindi.

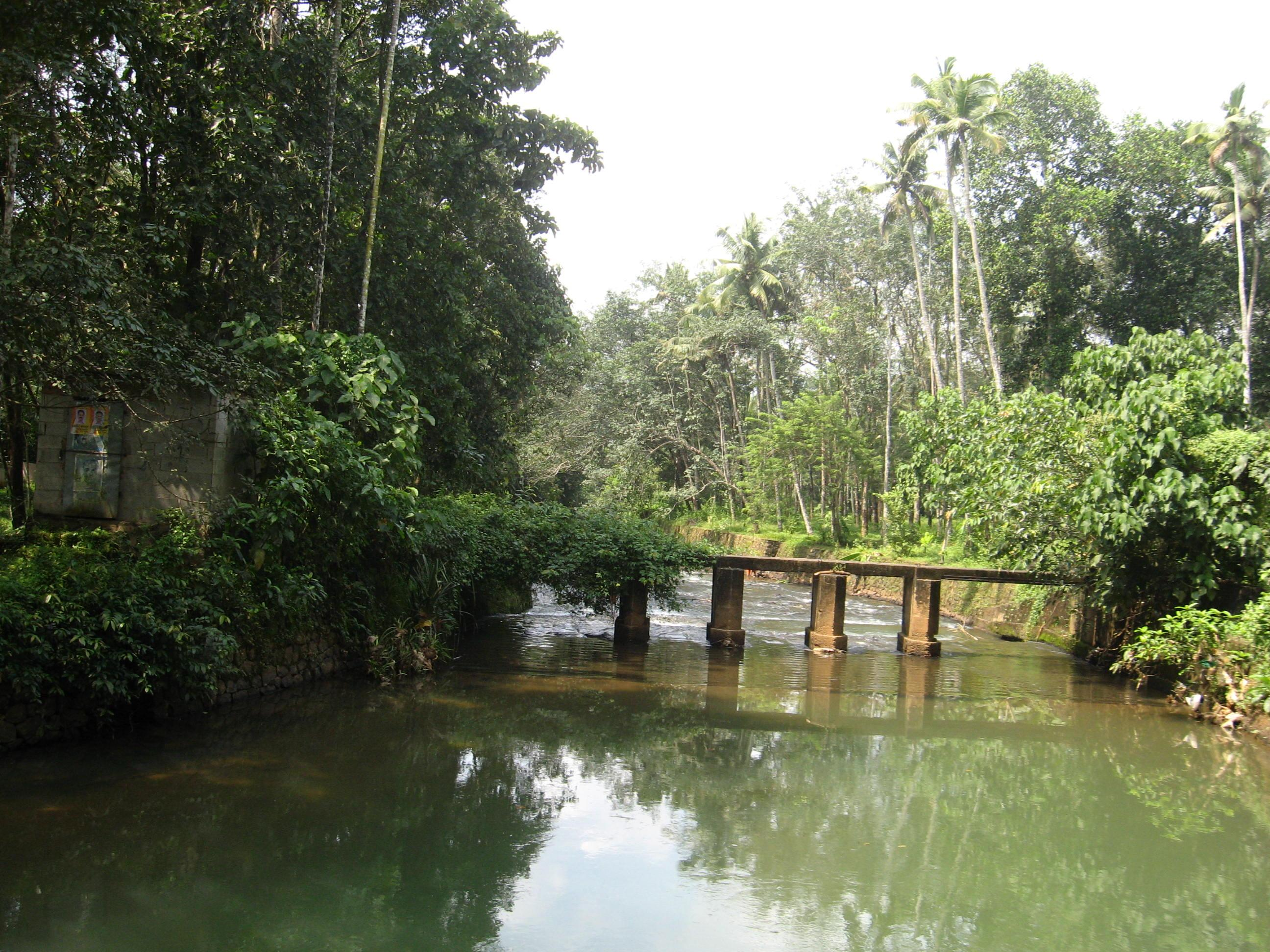
Kanam-Vue

## Géographie
Kanam est un village situé dans le district de Kottayama, dans l'état du Kerala.